# Julian Tuwim
Julian Tuwim (Łódź, Polonia del Congreso, 13 de septiembre de 1894 - Zakopane, Polonia, 27 de diciembre de 1953), también conocido por el pseudónimo "Oldlen", fue un poeta polaco de origen judío. Tuwim también desempeñó otros trabajos más allá de la poesía, como en la literatura infantil y en la música (componiendo canciones para su primo Kazimierz Krukowski). Es considerado uno de los autores más importantes de la literatura polaca y cofundador del movimiento literario "Skamander". En 1935 recibió el Laurel de Oro por la Academia Polaca de Literatura.

## Biografía
Julian Tuwim, cuyo apellido deriva de la palabra hebrea "טובים" ("tovim", que traducido al español sería "bueno"), nació en la ciudad de Łódź en la Polonia del Congreso el 13 de septiembre de 1894. Estudió en Łódź antes de trasladarse a la Universidad de Varsovia en donde comenzó la carrera de derecho y filosofía. En 1919 fue cofundador y líder, junto a otros importantes poetas como Antoni Słonimski y Jarosław Iwaszkiewicz, del grupo de poesía experimental "Skamander". El poema "El Baile de la Ópera" (en polaco: "Bal w Operze") es considerado una sus obras maestras, junto a otros relatos infantiles como "Lokomotywa" o "Kwiaty Polskie". También llegó a escribir ensayos como "Do prostego człowieka" o "My, Żydzi Polscy".
Durante la Segunda Guerra Mundial tuvo que emigrar a Rumanía, y posteriormente trasladarse a Brasil como algunos otros poetas polacos, como Jan Lechoń. Regresó a Polonia en 1946, cuando el país estaba sumido bajo el régimen comunista. Falleció en 1953 en la ciudad de Zakopane. Actualmente se encuentra enterrado en el Cementerio Powązki de Varsovia.

## Poemas
- Czyhanie na Boga (1918)
- Sokrates tańczący (1920)
- Siódma jesień (1921)
- Wierszy tom czwarty (1923)
- Bambo, el negrito (1923, 1924)
- Czary i czarty polskie (1924)
- Wypisy czarnoksięskie (1924)
- A to pan zna? (1925)
- Czarna msza (1925)
- Tysiąc dziwów prawdziwych (1925)
- Słowa we krwi (1926)

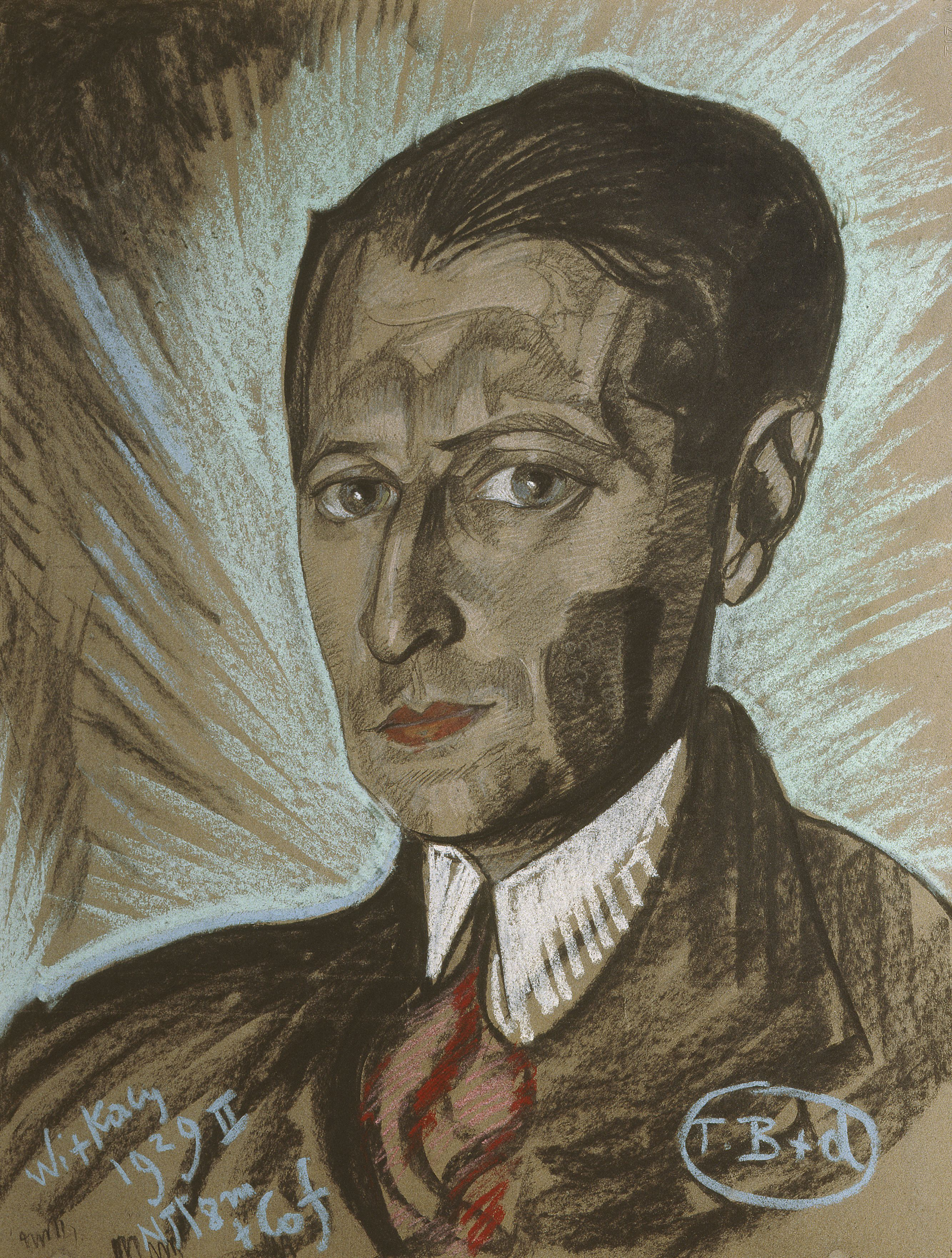
Retrato de Tuwim por Stanisław Ignacy Witkiewicz.

- Tajemnice amuletów i talizmanów (1926)
- Strofy o późnym lecie
- Rzecz czarnoleska (1929)
- Jeździec miedziany (1932)
- La Biblia gitana y otros poemas (Biblia cygańska i inne wiersze), (1932)
- Jarmark rymów (1934)
- Polski słownik pijacki i antologia bachiczna (1935)
- Treść gorejąca (1936)
- Bal w Operze (1936, publicado en 1946)
- Kwiaty polskie (1940–1946, publicado en 1949)
- Pegaz dęba, czyli panoptikum poetyckie (1950)
- Piórem i piórkiem (1951)